# Kasteel Trockaert

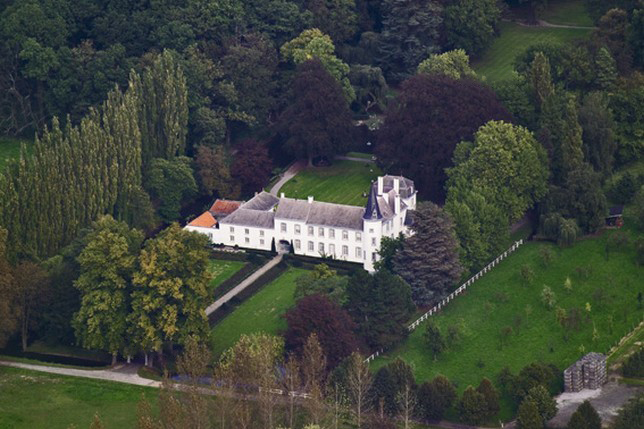
Kasteel Trockaert

Kasteel Trockaert is een kasteel te Ulbeek, gelegen aan Trockaertweg 2, in de Belgische gemeente Wellen.

## Gebouw
In de 17e eeuw was Trockaert een landgoed in bezit van de familie De Vocht. Het werd diverse malen verkocht. Van 1766  tot 1788 was Tournaye, soldatenronselaar en vertegenwoordiger van de Oost Indische Compagnie, uitbater. Hij was rijk teruggekeerd na de plundering van Ceylon in 1765. In 1788 kwam het in bezit van Jean François de Beefe, een klokkenmaker uit Luik, schoonbroer van generaal Ransonnet. Het werd daarna diverse malen vererfd in vrouwelijke lijn, zodat het steeds weer in bezit van andere families kwam.
De kern van het kasteel (poortgebouw en rechts aansluitende woonvleugel) dateert uit de 17e eeuw. In de tweede helft van de 18e eeuw werd het tot adellijke woning basti à la moderne, dus naar de classicistische stijl van die tijd, verbouwd. In 1818 werd het beschreven als een fraei en sterk in briksteene, gebouwt en met schallien gedekt heerenhuis hebbende 6 boven en 6 benedenkamers, schoon met vijvers en ander tot vermaek aengeleide gronden omringd. Er is een ronde hoektoren met naaldspits.
In 1865 en 1883 werden nieuwe bijgebouwen (hoeve en dienstgebouwenn) opgericht. Deze bevinden zich buiten de omgrachting. Het oude voorhof werd in 1865 gesloopt. De omgrachting bleef gehandhaafd en is nog steeds aanwezig.

## Interieur
Het woonhuis heeft 17e-eeuwse overwelfde kelders. Ook zijn er twee schouwen in Lodewijk XVI-stijl. Er is een salon met een stucplafond uit einde 18e eeuw, een rococotrap en een schouw, belegd met Delftsblauwe tegels, en een schouw in rococostijl.

## Park
Voor het kasteel ligt een Franse tuin in geometrische vormen. Achter het kasteel ligt een landschapspark met bos van 6 ha. Er zijn waterpartijen en bruggetjes. Ook smeedijzeren hekwerk en dergelijke bleef bewaard.